# Erythrura cyaneovirens
Erythrura cyaneovirens е вид птица от семейство Estrildidae.

## Разпространение
Видът е разпространен в Самоа.